# Goebbels naplója

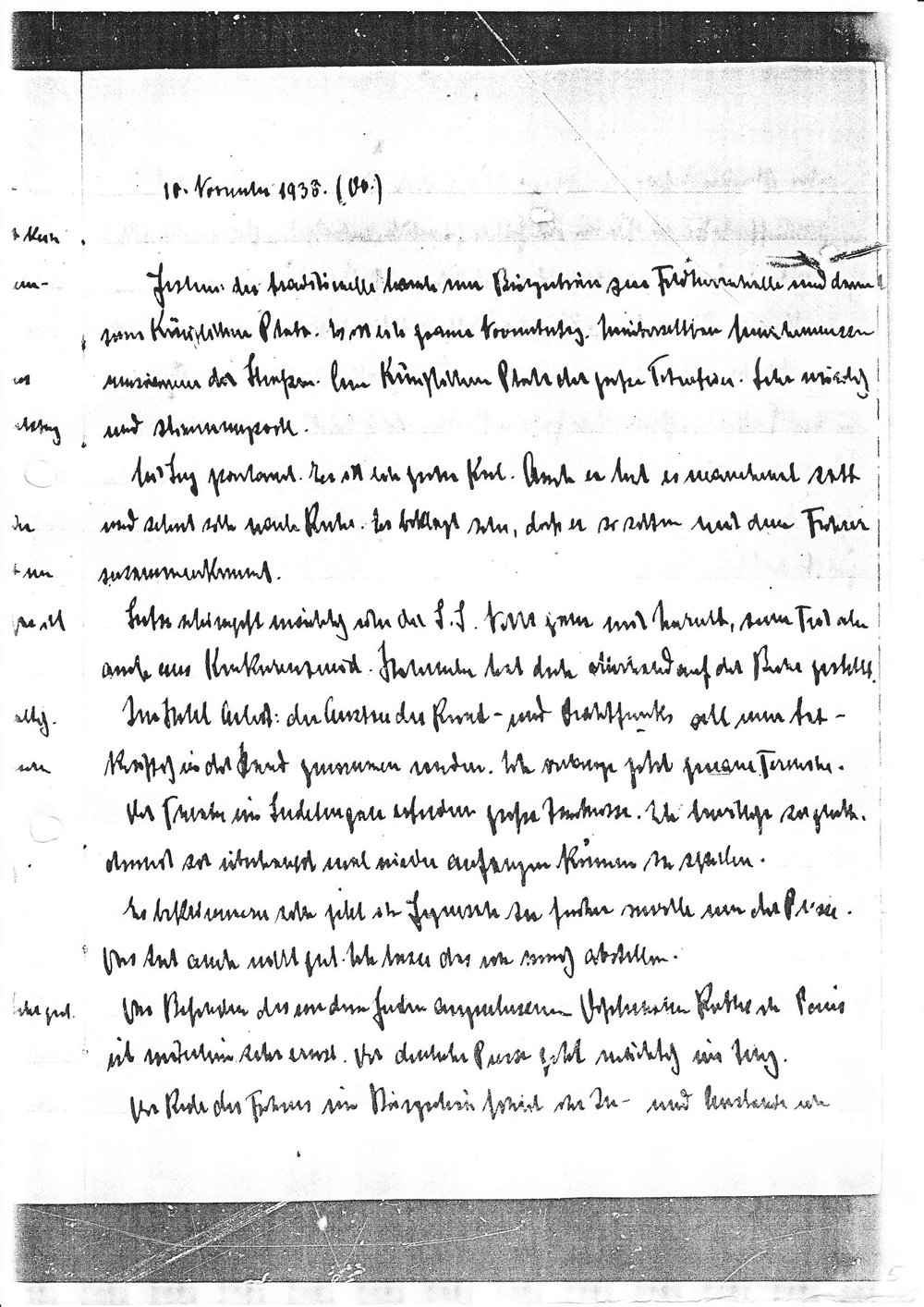
Kézírásos oldal a naplóból

Goebbels naplója a Harmadik Birodalom későbbi nagy hatalmú propagandaminiszterének feljegyzéseit tartalmazza már fiatal korától kezdve. Joseph Goebbels több mint két évtizeden keresztül írta, majd diktálta naplója végeláthatatlan sorait, megfelelő grafomániával, exhibicionizmussal és küldetéstudattal. Szövegei általában is fényt vetnek a náci gondolkodásmódra, a Harmadik Birodalom vezető csoportjának belső viszonyaira, és különösen Adolf Hitler személyiségére, gondolkodásmódjára, munkamódszereire. A napló azért is rendkívül értékes forrásdokumentum, mert szerzőjének nem volt módja utólagosan szerkeszteni, átírni azt, megmaradt eredeti spontaneitása. Nyíltan taglalja a goebbelsi propaganda eszközeit, módszereit is, és természetesen, mint minden napló, képet ad szerzője jellemvonásairól is.

## Története
Goebbels naplóját 1923 októberében, kevéssel 27. születésnapja előtt kezdte írni. Ekkor még szülei otthonában élt Rheydt városkában a Ruhr-vidéken. A füzetet Else Jankétól, akkori szerelmétől kapta ajándékba, akivel később – főleg annak részben zsidó származása miatt – szakított. A naplóírás kezdetben szinte mindennapi terápia volt számára a lelki fájdalmaira. A történészek értékelése szerint naplóírási stílusa – különösen az első években – rendkívül nyílt és részletes volt. Első korszakában írt bejegyzései elszigeteltségéről, vallásos-filozófiai gondolatokról, bizonytalanságról tanúskodnak. Goebbels először 1924 márciusában mutatott érdeklődést naplójában Adolf Hitler és a nemzetiszocializmus iránt. Első személyes találkozójukra 1925 júliusában került sor, és ettől kezdve Hitler fokozatosan a napló központi alakja lett. 1926 júliusában már megjelent Goebbelsnek a náci vezérről szóló mondataiban az a vallásos jellegű áhítat, ami aztán a végsőkig elkísérte írásait.
Hitler hosszú küzdelem után 1933 januárjában – a legutolsó választásokon elszenvedett viszonylagos kudarca ellenére – kancellár lett és valamivel később Goebbels is megkapta hőn áhított miniszteri kinevezését. A napló egy része ekkor látott – erősen szerkesztett formában – nyilvánosságot, mert Goebbels kiadta azt, mint Hitler hatalomra jutásának krónikáját. (Vom Kaiserhof zur Reichskanzlei: Eine historische Darstellung in Tagebuchblattern)
1941 júliusára a napló húsz vastag kötetet töltött meg, és Goebbels félteni kezdte azt a bombázásoktól. Ezért lakásáról a német központi bank, a Reichsbank széfjébe szállíttatta az anyagot. Ekkor kezdte kézírás helyett gyorsírónak diktálni sorait. Immár biztos tudatában volt annak, hogy a napló egykor fontos történelmi dokumentum lesz, de természetesen arra gondolt, hogy majd ő lesz az, aki majd a közvélemény számára átdolgozhatja. A gyorsíró bekapcsolása a folyamatba azonban azt is jelentette, hogy a napló már nem volt teljesen titkos, ezért Goebbels személyes ügyeiben ettől kezdve már kevésbé nyíltan fogalmazott. 1944 novemberétől mikrofilmre (üveglapra) vitette a napló anyagát, végül ezt ládákban elásták Potsdamban. Az eredeti kézírásos és gépelt naplók a birodalmi kancellárián maradtak, ahonnan részletekben szovjet, illetve amerikai kézbe kerültek és különböző, későbbi részleges publikációk alapjául szolgáltak. A mikrofilmeket tartalmazó dobozok Moszkvába kerültek, ahol felbontás nélkül tárolták azokat egészen 1992-ig, amikor Elke Fröhlich német történész kutató nyitotta fel őket nemzetközi együttműködés keretében. Ekkortól vált lehetővé a teljes anyag tudományos feldolgozása és publikálása.

## Magyar vonatkozások
Goebbels naplójában is számtalan jelét adta annak, hogy a fajelmélet híveként és továbbfejlesztőjeként mélységesen hitt a németség felsőbbrendűségében. Emellett különböző mértékben, de általában durván lebecsülte más nemzetek tagjait. Különösen lesújtó véleménye volt a magyarokról. A Berlinbe látogató magyar delegációk kapcsán mélységes megvetéssel nyilatkozott a korabeli magyar vezetők korruptságáról, gyengeségéről, helyenként „piszok csőcseléknek” nevezte őket. A hadi események kapcsán pedig több alkalommal is teljesen egyetértően idézte vezére, Hitler szavait, miszerint „a románok rossz katonák, az olaszok még rosszabbak, de a legrosszabbak a magyarok”.

## Kiadásai

### Magyar kiadás
Goebbels birodalmi népnevelési és propagandaügyi miniszter naplójának részleteit Magyarországon először a 90-es években jelentették meg, két kiadásban is, az 1992-es müncheni kiadás alapján (Joseph Goebbels Tagebűcher I-V. Piper, München-Zürich 1992). A forrás 2186 nyomtatott oldalnyi német szövege távolról sem volt teljes, a 457 oldalas magyar válogatás pedig még kevésbé. A hazai kiadás válogatási szempontja az volt, hogy a kötet minél többet tartalmazzon a német bel- és külpolitika, katonapolitika, valamint a magyar-német kapcsolatok anyagaiból.

### Német nyelven
Az összes fennmaradt naplónak az 1923–1945 közötti teljes korszakot felölelő, 29 kötetes kiadása, ami a szerkesztők (Elke Fröhlich és társai) szerint az összes szöveg 98%-át tartalmazza, 2008-ban fejeződött be Die Tagebücher von Joseph Goebbels cím alatt. A szerkesztő munka az Institut für Zeitgeschichte német történelmi intézet keretében folyt, az orosz nemzeti archívum támogatásával. A kiadó a müncheni K. G. Saur Verlag volt. A megjelent kötetek a következők:
- Die Tagebücher von Joseph Goebbels, Teil I Aufzeichnungen 1923–1941 (Joseph Goebbels naplói, I. rész, feljegyzések 1923–1941) (ISBN 3-598-23730-8)

| Kötet | Dátumok                         | Szerkesztő(k)                                              | Kiadás éve |
| ----- | ------------------------------- | ---------------------------------------------------------- | ---------- |
| 1/I   | 1923. október – 1925. november  | Elke Fröhlich                                              | 2004       |
| 1/II  | 1925. december – 1928. május    | Elke Fröhlich                                              | 2005       |
| 1/III | 1928. június – 1929. november   | Anne Munding                                               | 2004       |
| 2/I   | 1929. december – 1931. május    | Anne Munding                                               | 2005       |
| 2/II  | 1931. június – 1932. szeptember | Angela Hermann                                             | 2004       |
| 2/III | 1932. október – 1934. március   | Angela Hermann                                             | 2006       |
| 3/I   | 1934. április – 1936. február   | Angela Hermann Hartmut Mehringer Anne Munding Jana Richter | 2005       |
| 3/II  | 1936. március – 1937. február   | Jana Richter                                               | 2001       |
| 4     | 1937. március – november        | Elke Fröhlich                                              | 2000       |
| 5     | 1937. december – 1938. július   | Elke Fröhlich                                              | 2000       |
| 6     | 1938. augusztus – 1939. június  | Jana Richter                                               | 1998       |
| 7     | 1939. július – 1940. március    | Elke Fröhlich                                              | 1998       |
| 8     | 1940. április – november        | Jana Richter                                               | 1997       |
| 9     | 1940. december – 1941. július   | Elke Fröhlich                                              | 1997       |

- Die Tagebücher von Joseph Goebbels, Teil II Diktate 1941–1945 (Joseph Goebbels naplói, II. rész, diktálások 1941–1945)  (ISBN 3-598-21920-2):

| Kötet | Dátumok                   | Szerkesztő(k)              | Kiadás éve |
| ----- | ------------------------- | -------------------------- | ---------- |
| 1     | 1941. július – szeptember | Elke Fröhlich              | 1996       |
| 2     | 1941. október – december  | Elke Fröhlich              | 1996       |
| 3     | 1942. január – március    | Elke Fröhlich              | 1995       |
| 4     | 1942. április – június    | Elke Fröhlich              | 1995       |
| 5     | 1942. július – szeptember | Angela Stüber              | 1995       |
| 6     | 1942. október – december  | Hartmut Mehringer          | 1996       |
| 7     | 1943. január – március    | Elke Fröhlich              | 1993       |
| 8     | 1943 április – június     | Hartmut Mehringer          | 1993       |
| 9     | 1943. július – szeptember | Manfred Kittel             | 1993       |
| 10    | 1943. október – december  | Volker Dahm                | 1994       |
| 11    | 1944. január – március    | Dieter Marc Schneider      | 1994       |
| 12    | 1944. április – június    | Hartmut Mehringer          | 1995       |
| 13    | 1944. július – szeptember | Jana Richter               | 1995       |
| 14    | 1944. október – december  | Jana Richter Hermann Graml | 1996       |
| 15    | 1945. január – április    | Maximilian Gschaid         | 1995       |

- Die Tagebücher von Joseph Goebbels, Teil III Register 1923–1945 (Joseph Goebbels naplói, III. rész, regiszter 1923–1945):

| Tartalom                                                          | Szerkesztő(k) | Kiadás éve |
| ----------------------------------------------------------------- | --- | ---------- |
| Földrajzi tárgymutató. Személyek mutatója                         | Angela Hermann | 2007       |
| Bevezetés az egész munkához: Elke Fröhlich. Tárgymutató. 2 kötet. | Florian Dierl, Ute Keck, Benjamin Obermüller, Annika Sommersberg és Ulla-Britta Vollhardt. Koordinálta: Ulla-Britta Vollhardt. Összeállítóotta: Angela Hermann. | 2008       |

## Fordítás
- Ez a szócikk részben vagy egészben a Goebbels Diaries című angol Wikipédia-szócikk ezen változatának fordításán alapul.  Az eredeti cikk szerkesztőit annak laptörténete sorolja fel. Ez a jelzés csupán a megfogalmazás eredetét és a szerzői jogokat jelzi, nem szolgál a cikkben szereplő információk forrásmegjelöléseként.